# قرانيا كندية
قرانيا كندية (الاسم العلمي: Cornus canadensis)، عشبة سبروتية معمرة من فصيلة القرانية. موطنها شرق آسيا (اليابان، كوريا، شمال شرق الصين (مقاطعة جيلين) والشرق الأقصى الروسي)، شمال الولايات المتحدة، كولورادو، نيو مكسيكو، كندا وجرينلاند.